# 阮玉良嫻
通朗公主阮玉良嫻（越南语：／；1838年1月13日—1872年11月6日），越南阮朝明命帝第五十四女，生母惠嬪陳氏勳。

## 生平
明命十八年十二月十八日（1838年1月13日），阮玉良嫻在順化皇城出生。嗣德六年（1853年），公主17歲，下嫁寧樂子阮進林之孫、寧樂男阮進樸之子阮進營。嗣德二十二年（1869年），嗣德帝封良嫻為通朗公主。嗣德二十五年十月六日（1872年11月6日），良嫻去世，享年三十六歲，諡麗柔。
通朗公主育有二子二女。